# Grand Prix automobile des Pays-Bas 1975
Résultats du Grand Prix des Pays-Bas de Formule 1 1975 qui a eu lieu sur le circuit de Zandvoort le 22 juin 1975.

## Classement
| Pos  | N° | Pilote             | Voiture         | Tours | Temps/Abandon      | Grille | Points |
| ---- | -- | ------------------ | --------------- | ----- | ------------------ | ------ | ------ |
| 1    | 24 | James Hunt         | Hesketh-Ford    | 75    | 1 h 46 min 57 s 40 | 3      | 9      |
| 2    | 12 | Niki Lauda         | Ferrari         | 75    | + 1 s 06           | 1      | 6      |
| 3    | 11 | Clay Regazzoni     | Ferrari         | 75    | + 55 s 06          | 2      | 4      |
| 4    | 7  | Carlos Reutemann   | Brabham-Ford    | 74    | + 1 tour           | 5      | 3      |
| 5    | 8  | Carlos Pace        | Brabham-Ford    | 74    | + 1 tour           | 9      | 2      |
| 6    | 16 | Tom Pryce          | Shadow-Ford     | 74    | + 1 tour           | 12     | 1      |
| 7    | 23 | Tony Brise         | Hill-Ford       | 74    | + 1 tour           | 7      |        |
| 8    | 28 | Mark Donohue       | Penske-Ford     | 74    | + 1 tour           | 18     |        |
| 9    | 4  | Patrick Depailler  | Tyrrell-Ford    | 73    | + 2 tours          | 13     |        |
| 10   | 31 | Gijs Van Lennep    | Ensign-Ford     | 71    | + 4 tours          | 22     |        |
| 11   | 30 | Wilson Fittipaldi  | Copersucar-Ford | 71    | + 4 tours          | 24     |        |
| 12   | 20 | Ian Scheckter      | Williams-Ford   | 70    | + 5 tours          | 19     |        |
| 13   | 22 | Alan Jones         | Hill-Ford       | 70    | + 5 tours          | 17     |        |
| 14   | 10 | Lella Lombardi     | March-Ford      | 70    | + 5 tours          | 23     |        |
| 15   | 5  | Ronnie Peterson    | Lotus-Ford      | 69    | Panne d'essence    | 16     |        |
| 16   | 3  | Jody Scheckter     | Tyrrell-Ford    | 67    | Moteur             | 4      |        |
| Abd. | 21 | Jacques Laffite    | Williams-Ford   | 64    | Moteur             | 15     |        |
| Abd. | 2  | Jochen Mass        | McLaren-Ford    | 61    | Accident           | 8      |        |
| Abd. | 17 | Jean-Pierre Jarier | Shadow-Ford     | 44    | Perte d'une roue   | 10     |        |
| Abd. | 18 | John Watson        | Surtees-Ford    | 43    | Vibrations         | 14     |        |
| Abd. | 1  | Emerson Fittipaldi | McLaren-Ford    | 40    | Moteur             | 6      |        |
| Abd. | 14 | Bob Evans          | BRM             | 23    | Différentiel       | 20     |        |
| Abd. | 6  | Jacky Ickx         | Lotus-Ford      | 6     | Moteur             | 21     |        |
| Abd. | 9  | Vittorio Brambilla | March-Ford      | 0     | Suspension         | 11     |        |
| Np.  | 35 | Hiroshi Fushida    | Maki-Ford       | 0     | Moteur             |        |        |

Légende :
- Abd.=Abandon

## Pole position et record du tour
- Pole position : Niki Lauda en 1 min 20 s 29 (vitesse moyenne : 189,483 km/h).
- Tour le plus rapide : Niki Lauda en 1 min 21 s 54 au 55e tour (vitesse moyenne : 186,578 km/h).

## Tours en tête
- Niki Lauda : 12 (1-12)
- Clay Regazzoni : 2 (13-14)
- James Hunt : 61 (15-75)

## À noter
- 1re victoire pour James Hunt.
- 1re victoire pour Hesketh Racing en tant que constructeur.
- 83e victoire pour Ford-Cosworth en tant que motoriste.